# Kengyilia
Kengyilia là một chi thực vật có hoa trong họ Hòa thảo (Poaceae).

## Loài
Chi Kengyilia gồm các loài: